# Us (Nick Kamen)
Us è il secondo album del cantante britannico Nick Kamen, pubblicato dall'etichetta discografica Sire e distribuito dalla WEA nel 1988.
Dal disco furono estratti i singoli Tell Me e Bring Me Your Love.

## Tracce
Singolo 7"
1. Bring Me Your Love – 4:26 (testo: Nick Kamen – musica: Jeff Pescetto, Tony Scuito)
2. Turn It Up – 3:32 (Jeff Pescetto, Patrick DeRemer)
3. Guilty – 4:09 (testo: Nick Kamen – musica: David Williams)
4. This Is Really Love – 3:35 (testo: Nick Kamen – musica: Gardner Cole)
5. Count on Me – 4:40 (Stefan Frank, Tony LeMans)
6. Tell Me – 4:20 (testo: Nick Kamen – musica: David Williams, Patrick Leonard)
7. I Can't Live without Your Love – 3:40 (Gardner Cole)
8. Wonders of You – 4:20 (testo: Nick Kamen – musica: Gardner Cole)
9. Steal Love – 7:05 (testo: Nick Kamen – musica: Mike Paxman, Paul Muggleton)
10. Oh What a Night (solo nella versione Stati Uniti)